# Luigi Roni
Luigi Roni né à Vergemoli le 22 février 1942 et mort à Lucques le 26 mars 2020 est un chanteur lyrique, « voix basse » italien.

## Biographie
Luigi Roni a étudié le chant à Lucques, avec Adriana Pizzorusso. Il fait ses débuts à 22 ans après avoir remporté le « concours Mario Belli » à Spolète, dans Faust, où il interprète Méphistophélès. Partenaire entre-autres de Montserrat Caballé Luciano Pavarotti, Placido Domingo, José Carreras, à partir de 1969 il chante à la Scala de Milan sous la direction de Claudio Abbado (1969-2010), dans les années 1970 à l'Opéra de Vienne, en 1979 à New York puis encore en 2010-2012 au Metropolitan Opera de New York. En France, il s'est produit entre autres aux Chorégies d'Orange dans le Grand Inquisiteur dans Don Carlo en 1984 et en 1992 à l'Opéra de Paris en Basile du Barbier de Séville de Dario Fo. 
En 2002 Luigi Roni avait fondé Il Serchio delle muse un festival d'été itinérant sur les places principales des localités de la vallée du Serchio.
Il a tenu son dernier rôle en avril 2019 dans le rôle de Simone dans l'opéra Gianni Schicchi au théâtre Carlo-Felice de Gênes. 
Luigi Roni est mort à l'hôpital de Lucques le 26 mars 2020 à l'âge de 78 ans, une semaine après avoir contracté le covid-19.

## Opéras
Liste non exhaustive :
- 2012 :La Traviata (Dr Grenvil), The Metropolitan Opera HD Live (TV Séries)
- 2007 : La Traviata (Dottor Grenvil)
- 2006 : Falstaff (Pistola)
- 2005 : La Traviata (Doktor Grenvil)
- 2001 : Falstaff (Pistola)
- 1998 : Manon Lescaut (Geronte di Ravoir)
- 1993 : Fedora (Cirillo)
- 1991 : La fanciulla del West (Ashby)
- 1988: Guillauma Tell (Gessler)
- 1988 : I due Foscari (Jacopo Loredano)
- 1984 : Don Carlo (Le grand inquisiteur)
- 1984 : I lombardi alla prima crociata (Pirro)
- 1978 : Don Carlo (Le grand inquisiteur)
- 1977 : Aïda (Pharaon)
- 1976 : Otello (Lodovico)
- 1976 :Zaira : Renata Scotto (Zaira), Luigi Roni (Orosmane), Casellato Lamberti (Corasmino), orchestre et chœur du Teatro massimo Bellini, Danilo Belardinelli (dir.), enregistré en public au Teatro massimo Bellini de Catane le 30 mars 1976 - réed. Myto, 2009  (EAN 3030257900133)
- 1973 : Le Barbier de Séville (officier)